# Вдицко
Вдицко — деревня в Новгородском районе Новгородской области России. Входит в состав Тёсово-Нетыльского сельского поселения.

## География
Деревня находится в северо-западной части Новгородской области, в подзоне южной тайги, на правом берегу реки Равани, при автодороге 41А-004, на расстоянии примерно 49 километров (по прямой) к северо-западу от города Великий Новгород, административного центра области и района. Абсолютная высота — 69 метров над уровнем моря.

### Климат
Климат района характеризуется как умеренно континентальный, влажный, с нежарким коротким летом и умеренно холодной зимой. Среднегодовая температура воздуха — 3,7 °C. Средняя многолетняя температура самого холодного месяца (января) составляет −8,7 — −7,9 °С; самого тёплого месяца (июля) — 16,9 — 17,8 °C. Безморозный период длится около 125—130 дней. Продолжительность периода активной вегетации растений (со среднесуточной температурой воздуха выше 10 °C) составляет 115—130 дней. Среднегодовое количество атмосферных осадков — 550—600 мм, из которых большая часть выпадает в тёплый период. Снежный покров длится в течение 115—120 дней.

### Часовой пояс
Деревня Вдицко, как и вся Новгородская область, находится в часовой зоне МСК (московское время). Смещение применяемого времени относительно UTC составляет +3:00.

## История
Селение обозначено на карте Новгородского уезда Новгородской губернии конца XVIII века.
По данным 1879 года в деревне Апраксинской волости того же уезда, относящейся к приходу села Кривино, находилось 64 крестьянских двора, число жителей по семейным спискам составляло 360 жителей (170 мужчин, 190 женщин), по приходским сведениям — 177 мужчин и 183 женщины. Имелись школа, водяная мельница, две мелочные лавки, корчма и постоялый двор. Количество удобной надельной земли составляло 670 десятин 1700 саженей, неудобной — 21 десятина 700 саженей, также 7 десятин удобной земли было куплено. Из скота имелось 70 лошадей, 150 единиц рогатого и 128 — мелкого скота.
По сведениям 1907 года в деревне Вдицкого сельского общества той же волости имелось 132 жилых строения в 87 дворах, в которых проживало 530 человек (254 мужского и 276 женского пола). Жители занимались в основном земледелием, а также возкой и гонкой леса, пилением дров, выпасом телят и сбором ивовой коры. Имелись часовня, земская школа, земская конная станция, два хлебозапасных магазина, две кузницы, две мелочные лавки, постоялый двор и винная лавка.
Перед Великой Отечественной войной в деревне насчитывалось 90 дворов, имелась школа.
Ныне сохранилось лишь несколько частных домов.

## Население
| 2010 |
| ---- |
| 0    |

По переписи 2002 года деревня без населения входила в состав Финевского сельсовета Новгородского района.
По переписи 2010 года в деревне Тёсово-Нетыльского городского поселения также не было населения. Согласно переписи 2021 года в деревне проживал 1 житель (узбек).